# Piraterie au Moyen Âge
La piraterie au Moyen Âge prend place, en Europe principalement, entre la fin des raids vikings et le début de la Renaissance.
Elle a surtout touché le commerce maritime en mer du Nord, dans la Manche et dans la mer Baltique. On peut y distinguer certains pirates comme Eustache le moine, qui a été un temps mercenaire, ou encore comme les Frères des victuailles, organisation de forbans officiant en mer Baltique et en mer du Nord.

## Fin de l'Antiquité
La fin de l'Antiquité (invasions barbares de l'Europe) est marquée par la recrudescence de la piraterie dans la Méditerranée, en particulier à cause de certains peuples barbares qui, chassés de leurs territoires où ils avaient pris pieds en envahissant l'Empire romain, sont rejetés à la mer par d'autres peuples barbares et doivent s'adonner à la piraterie. C'est le cas par exemple des Vandales qui, après avoir saccagé la Gaule et en avoir été expulsé, mirent à feu et à sang les rivages de la Méditerranée et pillèrent les navires de commerce avant de s'installer en Afrique du Nord où ils furent massacrés par les armées de l'Empire romain d'Orient. Il faut aussi parler des raids sarrasins en Méditerranée.
Dès la fin du IIIe siècle, les Saxons, tout comme les Frisons et les Francs se signalent par des actes de piraterie sur le Rhin inférieur. Ils écumèrent ensuite la Mer du Nord et la Manche avec les Angles et les Jutes, pillant et s'installant sur les cotes Est de la Bretagne, actuelle Grande-Bretagne.
Puis, à partir du VIIIe siècle, les côtes de l'Europe du nord furent pillées par les Vikings qui s'installèrent ensuite durablement aux Xe et XIe siècles dans certaines régions, comme la Normandie. Après les exactions de ces peuples pillards versés dans la piraterie et la navigation, on assista à l'essor de groupes de bandits un peu partout en Europe qui se firent pirates, outre en Méditerranée, dans la Manche, la mer Baltique et la mer du Nord, favorisés par les nombreux conflits d'intérêts qui se déroulaient sur le continent à la même époque.

## La Manche, grand passage maritime
La Manche était, comme aujourd'hui, un passage fréquenté par de nombreux navires de commerce. Ces derniers, s'ils partaient de la Méditerranée et voulaient se rendre en mer du Nord, étaient obligés de passer par ce bras de mer, au risque de devoir faire un long détour par le nord de l'Écosse. La Manche fut donc également très fréquentée par beaucoup de forbans qui infestèrent bientôt les côtes de Bretagne et de Cornouailles, protégés par les nombreuses criques et baies que recelaient ces rivages.
Du XIIe au XVIe siècle, la Manche fut, pour les navires marchands de toute nationalité, un passage maritime dangereux, les pirates pouvant à tout moment surgir d'une crique proche avec de rapides nefs, prendre d'assaut leur proie et la rançonner. Ces bandits des mers étaient d'ailleurs aidés dans leurs actions de pillage par la situation dans laquelle se trouvait le continent européen. En effet, il n'existait à l'époque aucun (ou presque aucun) royaume centralisé, et les rois n'avaient presque aucun pouvoir face aux seigneurs féodaux. La France et l'Angleterre ne faisait pas exception à la règle, et dans cette situation anarchique où les seigneurs se faisaient même la guerre entre eux, les États ne possédaient pas de marine pour réguler le commerce maritime dans leurs mers. Cela constitua donc pour les pirates une aubaine, puisqu'ils étaient sûr de ne pas se faire poursuivre par une quelconque marine, même si cette situation changea à partir des XIVe et XVe siècles.
Certains se firent aussi mercenaires au service de la France ou de l'Angleterre. Parmi ceux-ci, le plus fameux est sans aucun doute Eustache le moine. Ce bandit, poursuivant une vengeance contre un ennemi qui avait tué son père, sema la terreur dans la Manche et la mer du Nord de 1205 à 1217, passant successivement au service de l'Angleterre puis de la France. Il finit décapité par ses amis de la veille alors qu'il était à la tête d'une flotte française devant envahir l'Angleterre.

## Les écumeurs de la mer Baltique et de la mer du Nord
La Manche ne fut pas la seule région maritime d'Europe du nord à être la proie des pirates. La mer du Nord et sa voisine, la Baltique, eurent toutes deux la réputation d'être le terrain de chasse de nombre de forbans audacieux. Ceux-ci s'en prenaient au large trafic maritime qui assurait la prospérité des villes hanséatiques d'actuelle Allemagne. Ils furent donc considérés par la Hanse comme de dangereux bandits qu'il fallait éliminer au plus vite et furent traqués par des marines un peu mieux organisées et plus puissantes que dans la Manche.
Certains de ces pirates se sont distingués, en particulier Alv Erlingsson et ceux qui se groupèrent sous le nom de Frère des victuailles, confrérie de pirates qui, entre 1394 et 1402, pilla les navires de la Hanse dans la Baltique et la mer du Nord.

## Piraterie en Méditerranée
En Méditerranée, la piraterie s'est développée pendant le Moyen Âge pour se poursuivre dans des périodes plus récentes. Elle a notamment opposé des États chrétiens mais aussi des États musulmans.
Les Narentins sont des pirates slaves païens qui depuis leurs bases installées en actuelle Croatie, attaquèrent les navires marchands en mer Adriatique du IXe au XIe siècle avant d'être éliminés par les Vénitiens. En 928, les musulmans de Sicile recrutèrent ces pirates pour piller la Calabre, la Sardaigne et la Corse.
Au XIIe siècle, les commandants de bateaux chargés de défendre l'Empire byzantin sont qualifiés de pirates.
La piraterie s'y effectue souvent à proximité des îles et des ports.
La Sardaigne y joue un rôle particulier.
Entre les XVe et XVIe siècles, les pirates du territoire berbère sévirent ; cela fut appelé la piraterie barbaresque, du nom du territoire berbère également connu sous le nom de Barbarie. Ils sont basés aux ports de Tripoli et d'Alger. D'après le pacha de Tripoli, cette piraterie serait commandée par le Coran.
Les puissances du Nord de la Méditerranée ont établi un accord de non agression avec celles du Sud, au travers de l'Empire ottoman.